# Mistrovství České republiky v orientačním běhu 2025
33. ročník Mistrovství České republiky v orientačním běhu 2025 proběhne s pěti individuálními a třemi týmovými disciplínami.

## Mistrovství ČR v nočním OB
Plný název závodu je Lucifer Mistrovství ČR v nočním OB.

| Datum závodu   | 12. 4. 2025    |  | Místo konání    | Trutnov - Poříčí |  | Pořadatel       | OK 99 Hradec Králové |
| Ředitel závodu | Jan Panchártek |  | Hlavní rozhodčí | Zdeněk Šabatka   |  | Stavitelé tratí | Petr Losman          |
| Název mapy     | Mrtvé jezero   |  | Web závodu      | www              |  | Výsledky závodu | ORIS                 |

| Zkrácené výsledky | Zkrácené výsledky       | Zkrácené výsledky           | Zkrácené výsledky       | Zkrácené výsledky       | Zkrácené výsledky | Zkrácené výsledky       | Zkrácené výsledky       | Zkrácené výsledky       | Zkrácené výsledky       |
| Pořadí            | H21 - muži              | H21 - muži                  | H21 - muži              | H21 - muži              | Pořadí            | D21 - ženy              | D21 - ženy              | D21 - ženy              | D21 - ženy              |
| ----------------- | ----------------------- | --------------------------- | ----------------------- | ----------------------- | ----------------- | ----------------------- | ----------------------- | ----------------------- | ----------------------- |
| Zlatá medaile     | Daniel Vandas           | OK 99 Hradec Králové        | 1:11:08                 |                         | Zlatá medaile     | Denisa Králová          | OK 99 Hradec Králové    | 1:02:48                 |                         |
| Stříbrná medaile  | Jakub Chaloupský        | OK 99 Hradec Králové        | 1:11:09                 | +0:01                   | Stříbrná medaile  | Jana Peterová           | OK Lokomotiva Pardubice | 1:04:25                 | +1:37                   |
| Bronzová medaile  | Miloš Nykodým           | SK Žabovřesky Brno          | 1:11:26                 | +0:18                   | Bronzová medaile  | Lucie Semíková          | OK Kamenice             | 1:08:29                 | +5:41                   |
| 4                 | Milan Malačka           | Oddíl OB Kotlářka           | 1:13:32                 | +2:24                   | 4                 | Tereza Čechová          | OK Kamenice             | 1:09:11                 | +6:23                   |
| 5                 | Jáchym Coufal           | SK Žabovřesky Brno          | 1:13:41                 | +2:33                   | 5                 | Tereza Korpasová        | KOS TJ Tesla Brno       | 1:11:47                 | +8:59                   |
| 6                 | Vojtěch Král            | SK Severka Šumperk          | 1:16:59                 | +5:51                   | 6                 | Anna Karlová            | OK Kamenice             | 1:12:38                 | +9:50                   |
| 7                 | Kryštof Hájek           | OOB TJ Turnov               | 1:17:51                 | +6:43                   | 7                 | Barbora Matějková       | OOB TJ Turnov           | 1:12:56                 | +10:08                  |
| 8                 | Adam Jonáš              | SK Žabovřesky Brno          | 1:18:29                 | +7:21                   | 8                 | Gabriela Hiršová        | SK Žabovřesky Brno      | 1:13:35                 | +10:47                  |
| 9                 | Tomáš Janovský          | SK Praga                    | 1:20:11                 | +9:03                   | 9                 | Natalia Hiklová         | SK Žabovřesky Brno      | 1:15:04                 | +12:16                  |
| 10                | Martin Gajda            | OK Kamenice                 | 1:20:57                 | +9:49                   | 10                | Michaela Dittrichová    | KOB Směr Kroměříž       | 1:15:38                 | +12:50                  |
| Pořadí            | H20 - junioři           | H20 - junioři               | H20 - junioři           | H20 - junioři           | Pořadí            | D20 - juniorky          | D20 - juniorky          | D20 - juniorky          | D20 - juniorky          |
| Zlatá medaile     | Daniel Bolehovský       | SK Praga                    | 56:32                   |                         | Zlatá medaile     | Lucie Dittrichová       | KOB Směr Kroměříž       | 48:14                   |                         |
| Stříbrná medaile  | Tomáš Kučera            | SK Žabovřesky Brno          | 1:00:28                 | +3:56                   | Stříbrná medaile  | Viktorie Škáchová       | Oddíl OB Kotlářka       | 50:16                   | +2:02                   |
| Bronzová medaile  | Filip Hanuš             | OOS TJ Spartak Vrchlabí     | 1:00:40                 | +4:08                   | Bronzová medaile  | Kateřina Doušková       | KOS TJ Tesla Brno       | 54:53                   | +6:39                   |
| Pořadí            | H18 - starší dorostenci | H18 - starší dorostenci     | H18 - starší dorostenci | H18 - starší dorostenci | Pořadí            | D18 - starší dorostenky | D18 - starší dorostenky | D18 - starší dorostenky | D18 - starší dorostenky |
| Zlatá medaile     | Erik Heczko             | Slavia Liberec orienteering | 39:13                   |                         | Zlatá medaile     | Markéta Hanušová        | OOS TJ Spartak Vrchlabí | 38:38                   |                         |
| Stříbrná medaile  | Jan Vaníček             | Sportcentrum Jičín          | 40:56                   | +1:43                   | Stříbrná medaile  | Hana Vítková            | OK Jihlava              | 39:10                   | +0:32                   |
| Bronzová medaile  | Filip Schwab            | KOS TJ Tesla Brno           | 41:10                   | +1:57                   | Bronzová medaile  | Anna Kynčlová           | OK Jilemnice            | 40:38                   | +2:00                   |
| Pořadí            | H16 - mladší dorostenci | H16 - mladší dorostenci     | H16 - mladší dorostenci | H16 - mladší dorostenci | Pořadí            | D16 - mladší dorostenky | D16 - mladší dorostenky | D16 - mladší dorostenky | D16 - mladší dorostenky |
| Zlatá medaile     | Eduard Žemlík           | OOB TJ Turnov               | 27:25                   |                         | Zlatá medaile     | Matilda Tomášková       | OOB TJ Turnov           | 29:23                   |                         |
| Stříbrná medaile  | David Pekárek           | SKOB Zlín                   | 29:23                   | +1:58                   | Stříbrná medaile  | Ela Lošťáková           | SK Praga                | 29:53                   | +0:30                   |
| Bronzová medaile  | Štěpán Holas            | Orientační Běh Opava        | 31:09                   | +3:44                   | Bronzová medaile  | Žofie Růžičková         | SKOB Zlín               | 30:50                   | +1:27                   |

Souhrnné informace naleznete v článku Mistrovství České republiky v nočním orientačním běhu.

## Mistrovství ČR ve sprintu
Plný název závodu je Grant Thornton Mistrovství ČR ve sprintu.
| Datum závodu   | 17. 5. 2025   |  | Místo konání    | Benešov • aréna |  | Pořadatel       | TOK Kamenice |
| Ředitel závodu | Adam Jedlička |  | Hlavní rozhodčí | Martin Škvor    |  | Stavitelé tratí | Adam Hájek   |
| Název mapy     | Benešov       |  | Web závodu      | ---             |  | Výsledky závodu | ORIS         |

| Zkrácené výsledky | Zkrácené výsledky       | Zkrácené výsledky           | Zkrácené výsledky       | Zkrácené výsledky       | Zkrácené výsledky | Zkrácené výsledky       | Zkrácené výsledky       | Zkrácené výsledky       | Zkrácené výsledky       |
| Pořadí            | H21 - muži              | H21 - muži                  | H21 - muži              | H21 - muži              | Pořadí            | D21 - ženy              | D21 - ženy              | D21 - ženy              | D21 - ženy              |
| ----------------- | ----------------------- | --------------------------- | ----------------------- | ----------------------- | ----------------- | ----------------------- | ----------------------- | ----------------------- | ----------------------- |
| Zlatá medaile     | Jakub Glonek            | OK Kamenice                 | 15:02                   |                         | Zlatá medaile     | Denisa Králová          | OK 99 Hradec Králové    | 14:52                   |                         |
| Stříbrná medaile  | Martin Roudný           | OK Lokomotiva Pardubice     | 15:31                   | +0:29                   | Stříbrná medaile  | Jana Pekařová           | OOB TJ Turnov           | 15:29                   | +0:37                   |
| Bronzová medaile  | Vojtěch Král            | SK Severka Šumperk          | 15:39                   | +0:37                   | Bronzová medaile  | Jana Peterová           | OK Lokomotiva Pardubice | 15:44                   | +0:52                   |
| 4                 | Jonáš Hubáček           | OOB TJ Slovan Luhačovice    | 15:57                   | +0:55                   | 4                 | Kamila Gregorová        | Oddíl OB Kotlářka       | 15:56                   | +1:04                   |
| 5                 | Jáchym Coufal           | SK Žabovřesky Brno          | 16:03                   | +1:01                   | 5                 | Barbora Smolková        | KOB TRETRA Praha        | 15:58                   | +1:06                   |
| 6                 | Tomáš Kubelka           | OK Lokomotiva Pardubice     | 16:25                   | +1:23                   | 6                 | Lucie Dittrichová       | KOB Směr Kroměříž       | 16:15                   | +1:23                   |
| 7                 | Jakub Chaloupský        | OK 99 Hradec Králové        | 16:28                   | +1:26                   | 7                 | Tereza Čechová          | OK Kamenice             | 16:16                   | +1:24                   |
| 8                 | Daniel Vandas           | OK 99 Hradec Králové        | 16:49                   | +1:47                   | 8                 | Martina Opálková        | KOS TJ Tesla Brno       | 16:29                   | +1:37                   |
| 9                 | Tomáš Dohnálek          | OK Slavia Hradec Králové    | 16:52                   | +1:50                   | 8                 | Lucie Krejčová          | SK Praga                | 16:29                   | +1:37                   |
| 10                | Ota Škvor               | OK Kamenice                 | 17:03                   | +2:01                   | 10                | Lucie Semíková          | OK Kamenice             | 16:30                   | +1:38                   |
| Pořadí            | H20 - junioři           | H20 - junioři               | H20 - junioři           | H20 - junioři           | Pořadí            | D20 - juniorky          | D20 - juniorky          | D20 - juniorky          | D20 - juniorky          |
| Zlatá medaile     | Ondřej Brosch           | SK Radioklub Blansko        | 14:16                   |                         | Zlatá medaile     | Viktorie Škáchová       | Oddíl OB Kotlářka       | 15:15                   |                         |
| Stříbrná medaile  | Tomáš Urbánek           | SK Žabovřesky Brno          | 14:20                   | +0:04                   | Stříbrná medaile  | Kateřina Štěpová        | SK Praga                | 15:16                   | +0:01                   |
| Bronzová medaile  | Daniel Bolehovský       | SK Praga                    | 14:39                   | +0:23                   | Bronzová medaile  | Eliška Tomanová         | SK Žabovřesky Brno      | 15:51                   | +0:36                   |
| Pořadí            | H18 - starší dorostenci | H18 - starší dorostenci     | H18 - starší dorostenci | H18 - starší dorostenci | Pořadí            | D18 - starší dorostenky | D18 - starší dorostenky | D18 - starší dorostenky | D18 - starší dorostenky |
| Zlatá medaile     | Vladimír Srb            | OK Lokomotiva Pardubice     | 15:07                   |                         | Zlatá medaile     | Hana Vítková            | OK Jihlava              | 14:40                   |                         |
| Stříbrná medaile  | Erik Heczko             | Slavia Liberec orienteering | 15:18                   | +0:11                   | Stříbrná medaile  | Karolína Novotná        | OOB TJ Turnov           | 15:15                   | +0:35                   |
| Bronzová medaile  | Filip Schwab            | KOS TJ Tesla Brno           | 15:32                   | +0:25                   | Bronzová medaile  | Markéta Hanušová        | OOS TJ Spartak Vrchlabí | 15:42                   | +1:02                   |
| Pořadí            | H16 - mladší dorostenci | H16 - mladší dorostenci     | H16 - mladší dorostenci | H16 - mladší dorostenci | Pořadí            | D16 - mladší dorostenky | D16 - mladší dorostenky | D16 - mladší dorostenky | D16 - mladší dorostenky |
| Zlatá medaile     | Matouš Dittrich         | KOB Směr Kroměříž           | 11:58                   |                         | Zlatá medaile     | Carolina Mullis         | Oddíl OB Kotlářka       | 12:43                   |                         |
| Stříbrná medaile  | Matěj Čečka             | OK Slavia Hradec Králové    | 12:10                   | +0:12                   | Stříbrná medaile  | Žofie Růžičková         | SKOB Zlín               | 13:05                   | +0:22                   |
| Bronzová medaile  | Jan Matoušek            | SK SKI-OB Šternberk         | 12:45                   | +0:47                   | Bronzová medaile  | Matilda Tomášková       | OOB TJ Turnov           | 13:13                   | +0:30                   |

Souhrnné informace naleznete v článku Mistrovství České republiky v orientačním běhu ve sprintu.

## Mistrovství ČR sprintových štafet
Plný název závodu je Grant Thornton Mistrovství ČR sprintových štafet.
| Datum závodu   | 18. 5. 2025      |  | Místo konání    | Buštěhrad • aréna |  | Pořadatel       | OK Kamenice  |
| Ředitel závodu | Lenka Hankovcová |  | Hlavní rozhodčí | Luboš Semík       |  | Stavitelé tratí | Jakub Glonek |
| Název mapy     | Buštěhrad        |  | Web závodu      | ---               |  | Výsledky závodu | ORIS         |

Souhrnné informace naleznete v článku Mistrovství České republiky v orientačním běhu sprintových štafet.

## Mistrovství ČR na krátké trati
Plný název závodu je Grant Thornton Mistrovství ČR na krátké trati.
| Datum závodu   | 21.-22. 6. 2025 |  | Místo konání    | Rádlo - Milíře |  | Pořadatel       | Team Jizerky   |
| Ředitel závodu | Petr Žaloudek   |  | Hlavní rozhodčí | Jiří Rýdl      |  | Stavitelé tratí | Štěpán Dlabaja |
| Název mapy     | Vratislavická   |  | Web závodu      | ---            |  | Výsledky závodu | ORIS           |

| Zkrácené výsledky | Zkrácené výsledky       | Zkrácené výsledky        | Zkrácené výsledky       | Zkrácené výsledky       | Zkrácené výsledky | Zkrácené výsledky       | Zkrácené výsledky        | Zkrácené výsledky       | Zkrácené výsledky       |
| Pořadí            | H21 - muži              | H21 - muži               | H21 - muži              | H21 - muži              | Pořadí            | D21 - ženy              | D21 - ženy               | D21 - ženy              | D21 - ženy              |
| ----------------- | ----------------------- | ------------------------ | ----------------------- | ----------------------- | ----------------- | ----------------------- | ------------------------ | ----------------------- | ----------------------- |
| Zlatá medaile     | Miloš Nykodým           | SK Žabovřesky Brno       | 37:35                   |                         | Zlatá medaile     | Markéta Mulíčková       | KOS TJ Tesla Brno        | 36:44                   |                         |
| Stříbrná medaile  | Tomáš Kubelka           | OK Lokomotiva Pardubice  | 37:37                   | +0:02                   | Stříbrná medaile  | Adéla Bogarová          | SK Praga                 | 37:49                   | +1:05                   |
| Bronzová medaile  | Jáchym Coufal           | SK Žabovřesky Brno       | 38:14                   | +0:39                   | Bronzová medaile  | Barbora Smolková        | KOB TRETRA Praha         | 38:04                   | +1:20                   |
| 4                 | Kryštof Hájek           | OOB TJ Turnov            | 38:45                   | +1:10                   | 4                 | Eva Valentová           | OOB TJ Slovan Luhačovice | 38:55                   | +2:11                   |
| 5                 | Jiří Donda              | SKOB Ostrov              | 39:05                   | +1:30                   | 5                 | Barbora Chaloupská      | OK 99 Hradec Králové     | 38:57                   | +2:13                   |
| 6                 | Lukáš Richtr            | KOS Slavia Plzeň         | 39:33                   | +1:58                   | 6                 | Johanka Šimková         | SK Žabovřesky Brno       | 39:12                   | +2:28                   |
| 7                 | Vojtěch Sýkora          | OOB TJ Slovan Luhačovice | 39:48                   | +2:13                   | 7                 | Zuzana Jedličková       | OK Slavia Hradec Králové | 40:01                   | +3:17                   |
| 8                 | Osvald Kozák            | KOS TJ Tesla Brno        | 40:23                   | +2:48                   | 8                 | Tereza Čechová          | OK Kamenice              | 40:04                   | +3:20                   |
| 9                 | Tomáš Janovský          | SK Praga                 | 41:02                   | +3:27                   | 9                 | Jana Pekařová           | OOB TJ Turnov            | 40:14                   | +3:30                   |
| 10                | Vít Čech                | OK Kamenice              | 41:14                   | +3:39                   | 10                | Zdenka Kozáková         | KOS TJ Tesla Brno        | 40:23                   | +3:39                   |
| Pořadí            | H20 - junioři           | H20 - junioři            | H20 - junioři           | H20 - junioři           | Pořadí            | D20 - juniorky          | D20 - juniorky           | D20 - juniorky          | D20 - juniorky          |
| Zlatá medaile     | Tomáš Kučera            | SK Žabovřesky Brno       | 25:09                   |                         | Zlatá medaile     | Viktorie Škáchová       | Oddíl OB Kotlářka        | 25:27                   |                         |
| Stříbrná medaile  | Vilém Bednařík          | TJ Spartak 1. Brněnská   | 26:16                   | +1:07                   | Stříbrná medaile  | Lucie Dittrichová       | KOB Směr Kroměříž        | 28:38                   | +3:11                   |
| Bronzová medaile  | Tomáš Urbánek           | SK Žabovřesky Brno       | 26:51                   | +1:42                   | Stříbrná medaile  | Eliška Tomanová         | SK Žabovřesky Brno       | 28:38                   | +3:11                   |
| Pořadí            | H18 - starší dorostenci | H18 - starší dorostenci  | H18 - starší dorostenci | H18 - starší dorostenci | Pořadí            | D18 - starší dorostenky | D18 - starší dorostenky  | D18 - starší dorostenky | D18 - starší dorostenky |
| Zlatá medaile     | Jakub Stehlík           | KOS Slavia Plzeň         | 23:24                   |                         | Zlatá medaile     | Barbora Strýčková       | TJ Spartak 1. Brněnská   | 26:22                   |                         |
| Stříbrná medaile  | Vladimír Srb            | OK Lokomotiva Pardubice  | 23:52                   | +0:28                   | Stříbrná medaile  | Viktorie Vyziblová      | Sportcentrum Jičín       | 26:34                   | +0:12                   |
| Bronzová medaile  | Prokop Tomášek          | OOB TJ Turnov            | 24:05                   | +0:41                   | Bronzová medaile  | Markéta Hanušová        | OOS TJ Spartak Vrchlabí  | 27:00                   | +0:38                   |
| Pořadí            | H16 - mladší dorostenci | H16 - mladší dorostenci  | H16 - mladší dorostenci | H16 - mladší dorostenci | Pořadí            | D16 - mladší dorostenky | D16 - mladší dorostenky  | D16 - mladší dorostenky | D16 - mladší dorostenky |
| Zlatá medaile     | Matěj Pouchlý           | OK Slavia Hradec Králové | 27:29                   |                         | Zlatá medaile     |                         |                          |                         |                         |
| Stříbrná medaile  | Matěj Čečka             | OK Slavia Hradec Králové | 28:34                   | +1:05                   | Stříbrná medaile  |                         |                          |                         |                         |
| Bronzová medaile  | Prokop Mašláň           | SKOB Zlín                | 28:37                   | +1:08                   | Bronzová medaile  |                         |                          |                         |                         |

Po závodě byl písemně podán protest proti nedodržení minimální vzdálenosti kontrol na stejném objektu. Na základě tohoto protestu jury rozhodla o zrušení kategorie D16A.
Souhrnné informace naleznete v článku Mistrovství České republiky v orientačním běhu na krátké trati.

## Mistrovství ČR v knock-out sprintu
Plný název závodu je Grant Thornton Mistrovství ČR v knock-out sprintu.
| Datum závodu   | 2. 8. 2025     |  | Místo konání    | Branná (fin.), Staré Město (sem.) |  | Pořadatel       | SK Severka Šumperk                        |
| Ředitel závodu | Zdenka Králová |  | Hlavní rozhodčí | Václav Král                       |  | Stavitelé tratí | Vojtěch Král (fin.), Martin Poklop (sem.) |
| Název mapy     | Branná         |  | Web závodu      | -                                 |  | Výsledky závodu | ORIS                                      |

| Zkrácené výsledky             | Zkrácené výsledky | Zkrácené výsledky        | Zkrácené výsledky | Zkrácené výsledky | Zkrácené výsledky | Zkrácené výsledky | Zkrácené výsledky    | Zkrácené výsledky | Zkrácené výsledky |
| Pořadí                        | H21 - muži        | H21 - muži               | H21 - muži        | H21 - muži        | Pořadí            | D21 - ženy        | D21 - ženy           | D21 - ženy        | D21 - ženy        |
| ----------------------------- | ----------------- | ------------------------ | ----------------- | ----------------- | ----------------- | ----------------- | -------------------- | ----------------- | ----------------- |
| Zlatá medaile                 | Tomáš Křivda      | K.O.B. Choceň            | 5:45              |                   | Zlatá medaile     | Tereza Rauturier  | SK Severka Šumperk   | 7:01              |                   |
| Stříbrná medaile              | Jakub Chaloupský  | OK 99 Hradec Králové     | 5:48              | +0:03             | Stříbrná medaile  | Jana Pekařová     | OOB TJ Turnov        | 7:02              | +0:01             |
| Bronzová medaile              | Jonáš Hubáček     | OOB TJ Slovan Luhačovice | 5:52              | +0:07             | Bronzová medaile  | Kateřina Štěpová  | SK Praga             | 7:03              | +0:02             |
| 4                             | Daniel Vandas     | OK 99 Hradec Králové     | 5:57              | +0:12             | 4                 | Lucie Dittrichová | KOB Směr Kroměříž    | 7:05              | +0:04             |
| 5                             | Ondřej Brosch     | SK Radioklub Blansko     | 6:07              | +0:22             | 5                 | Denisa Králová    | OK 99 Hradec Králové | 7:20              | +0:19             |
|                               | Jakub Glonek      | OK Kamenice              | 6:49              | +1:04             | 6                 | Tereza Korpasová  | KOS TJ Tesla Brno    | 7:35              | +0:34             |
| << předchozí • následující >> |                   |                          |                   |                   |                   |                   |                      |                   |                   |

Souhrnné informace naleznete v článku Mistrovství České republiky v orientačním běhu v knock-out sprintu.

## Mistrovství ČR na klasické trati
Plný název závodu je Grant Thornton Mistrovství ČR na klasické trati.
| Datum závodu   | 13.–14. 9. 2025 |  | Místo konání    | Horní Lhota |  | Pořadatel       | OOB TJ Slovan Luhačovice                  |
| Ředitel závodu |                 |  | Hlavní rozhodčí |             |  | Stavitelé tratí | Marek Cahel (fin.), Vojtěch Sýkora (sem.) |
| Název mapy     |                 |  | Web závodu      |             |  | Výsledky závodu | ORIS                                      |

Souhrnné informace naleznete v článku Mistrovství České republiky v orientačním běhu na klasické trati.

## Mistrovství ČR štafet
Plný název závodu je Grant Thornton Mistrovství ČR štafet.
| Datum závodu   | 4. 10. 2025 |  | Místo konání    | Boudy |  | Pořadatel       | KOB Tretra Praha, OS Písek |
| Ředitel závodu |             |  | Hlavní rozhodčí |       |  | Stavitelé tratí | Ondřej Měšťan              |
| Název mapy     |             |  | Web závodu      |       |  | Výsledky závodu | ORIS                       |

Souhrnné informace naleznete v článku Mistrovství České republiky v orientačním běhu štafet.

## Mistrovství ČR klubů a oblastních výběrů žactva
Plný název závodu je Grant Thornton Mistrovství ČR klubů.
| Datum závodu   | 5. 10. 2025 |  | Místo konání    | Boudy |  | Pořadatel       | KOB Tretra Praha, OS Písek   |
| Ředitel závodu |             |  | Hlavní rozhodčí |       |  | Stavitelé tratí | Jakub Ransdorf, Jakub Vlášek |
| Název mapy     |             |  | Web závodu      |       |  | Výsledky závodu | ORIS                         |

Souhrnné informace naleznete v článku Mistrovství České republiky v orientačním běhu klubů a oblastních výběrů.